# Demeure de Roudigou
 (novembre 2023).
La demeure de Roudigou est un ensemble de bâtiments d'habitation et d'agriculture situé sur un plateau à 200 mètres d'altitude, sur la commune de Cuzorn en Lot-et-Garonne, en limite du  Périgord et du  Quercy.

## Descriptions
Roudigou est un domaine rural situé sur un plateau riche en minerais de fer, entaillé par plusieurs combes (ou vallées sèches) descendant vers la vallée de la Lémance: le combe de Brughas et le combe de Massillé. Il est bordé au nord par l'ancienne route sommitale qui allait de  Cuzorn à  Villefranche-du-Périgord. L'eau provenait d'un puits large et profond qui figure sur le cadastre napoléonien, qui était situé au nord de la cour principale et qui a été comblé lorsqu'une adduction a été créée avec le captage d'une source et un château d'eau privé.
Le toponyme Roudigou est aussi ancien qu'obscure. Le lieu a dû être habité depuis une époque très éloignée car il a été trouvé en 1978 dans le pré à l'ouest de la maison des silex taillés et retouchés que l'on peut rattacher au Sauveterrien. Des cercles de pierres levées à quelque distance sont peut-être aussi d'origine préhistorique.
Les bâtiments principaux sont situés sur une éminence qui domine tous les environs et qui s'inscrivent dans un pentagone qui semble être une ancienne enceinte forte; ils délimitent une cour intérieure à laquelle on accède de plain-pied au nord par un portail du XVIIIe siècle et au sud par une poterne.
Le corps de logis principal est construit en appareil régulier rustique de grès local sur une cave voûtée avec un étage de comble couvert en tuiles canals avec des génoises; il forme trois travées qui abritent une enfilade de trois salons avec des plafonds à la française chauffés par deux cheminées monumentales Louis XV en tuf. Le linteau de la porte principale porte la date 1723.
Il existe un ancien pigeonnier avec une fenêtre dont le linteau est décoré d'une croix basque, un ancien chaix, un ancien séchoir à tabac et une ancienne étable à cornadis où étaient élevées des vaches de race quercynoise ou garonnaise.

## Histoire moderne
Le corps de logis principal daté de 1723, a été reconstruit sur un plan régulier, peut-être grâce aux spéculations sur les assignats de la Régence.
- Jean Bel, sieur de Latour,  marié vers 1690 avec Jeanne Montaigne, a eu au moins six enfants dont deux fils Pierre et Antoine qui font la souche de deux branches:
  - Antoine Bel de Latour, né en 1705 à Roudigou et marié en 1736 à Cuzorn à Anne Bergue, qui lui apporte le dommaine de Pombié où il exploitera une forge à martinet et un moulin à papier construits sur la rivière Lémance. Cuzorn possédait au moins depuis XVIe siècle une forge catalane où ses minerais étaient fondus et expédiés à Saint-Domingue par le port de Bordeaux. Ils ont eu douze enfants qui ont laissé une descendance.
  - Pierre Bel, propriétaire de Roudigou, marié en 1760 à Cuzorn avec Jeanne Cossaune, de Montaigu-de-Quercy, dont :
    - Antoine Bel de Roudigou, né vers 1730, avocat au parlement de Bordeaux, qui exploitait des miniers de fer dans les environs, en particulier à Roudigou. Il s'est marié vers 1760 avec Anne Louise Lacoste de Laroche en présence de Guillaume Léonard de Bellecombe et ils ont eu au moins un fils et une fille :
      - Anne-Antoinette de Bel (née en 1761) qui épousa en 1783 Géraud de Calbiac[2], écuyer, avocat au parlement d'Agen, fils de Joseph-Raymond de Calbiac, commissaire du roi à l'intendance de Guyenne, et de Marie de Bial de Fompiton. La famille de Calbiac fut maintenue noble en 1778 et confirmée en cette qualité en 1817[2].
      - Jean-Antoine Bel de Roudigou (vers 1762) dit le citoyen Bel, maire de Cuzorn, qui prit fait et cause pour la Révolution et décida de confisquer et de faire abattre le château de Cuzorn, puis de fermer l'église pour la dédier à la Raison.
      - Joseph Bel de Roudigou, né en 1763 à Roudigou. En 1793, sa fortune est la deuxième de Cuzorn, évaluée à 47 431 livres, après celle de Guillaume Ballande, de Ratier évaluée à 50 476 livres, tandis que celle de son frère Antoine est la quatrième,évaluée à 29 725 livres. Marié à Jeanne-Françoise Serre, il a une fille:
        - Antoinette-Adèle Bel, née en 1798 et morte en 1865 à Roudigou dont elle a hérité et qu'elle apporte en 1738 par mariage à Joseph-Élie Carrier de Ladevèze

Le domaine a été possédé au milieu du XXe siècle par Léon de Vidas qui y a planté de la vigne et qui collectionnait les roses rares. Il était lié d'amitié avec Jiddu Krishnamurti, qui séjourna vers 1954 à Roudigou où il rédigea une partie de Commentaires sur la vie, sur le conseil d'Aldous Huxley.
'
À partir de 1958, le domaine a été repris par Pierre et Alice Brossard, puis par leur neveu Pierre Jeanningros  qui a planté un premier verger de prunes d'ente et développé un élevage laitier. 
La maison a été restaurée et une piscine construite par la famille Maitrier. Louis Maitrier, colonel en retraite, puis Jean Maitrier, ancien officier de marine, ont arrêté la culture de la vigne et planté des vergers de noyers et de prune d'ente. Après avoir été récoltées, les prunes sont séchées sur place dans des étuves et conditionnées pour faire des pruneaux d'Agen.
Marie Line et Stéphane Berna ont acquis le domaine en 2012 et relancé 
l’exploitation de prune d’ente et de noix. Une reconversion en agriculture biologique est mise en place.
Le domaine a été acquis en 2020 par Mónica Cuairán et Alain Chabrier.

## Visites
Ne se visite pas.
L'office du tourisme Fumel-Vallée du Lot édite un guide de la Randonnée sur les hauteurs de Cuzorn: Église romane Saint-Martin - Tandou - domaine de Roudigou (office de Tourisme Fumel-Vallée du Lot)